# Rishon Devils
Die Rishon Devils sind ein israelischer Eishockey- und Inlinehockeyverein aus Rischon LeZion, der ursprünglich 2001 gegründet wurde, seit 2008 am Spielbetrieb der israelischen Inlinehockeyliga und seit 2010 am Spielbetrieb der israelischen Eishockeyliga teilnimmt. Die Eishockey-Heimspiele des Vereins werden in der Eishalle Ice Peaks in Cholon ausgetragen, für Inlinehockey nutzt der Verein eine lokale Halle in Rischon LeZion.
2013 gewann der Verein seine erste Meisterschaft und konnte diesen Erfolg 2014, 2015 und 2017 wiederholen. 2015 nahmen die Rishon Devils am IIHF Continental Cup teil und schieden in der ersten Runde mit drei Niederlagen gegen den HK ZSKA Sofia, HK Partizan Belgrad und Zeytinburnu Belediyesi SK aus. Seit 2015 nimmt auch eine zweite Mannschaft der Devils am Spielbetrieb der israelischen Eishockeyliga teil.

## Spieler

### Nationalspieler und bekannte ehemalige Spieler
- Tal Avneri
- Marek Lebedev
- Artur Pyshkin
- Roey Aharonovich
- Tomer Aharonovich
- Artjom Andrejewitsch Korotin
- Elie Klein
- Jewgeni Margulis

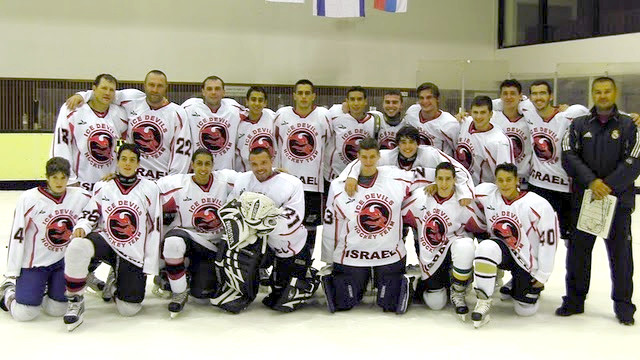
Mannschaftsfoto 2010
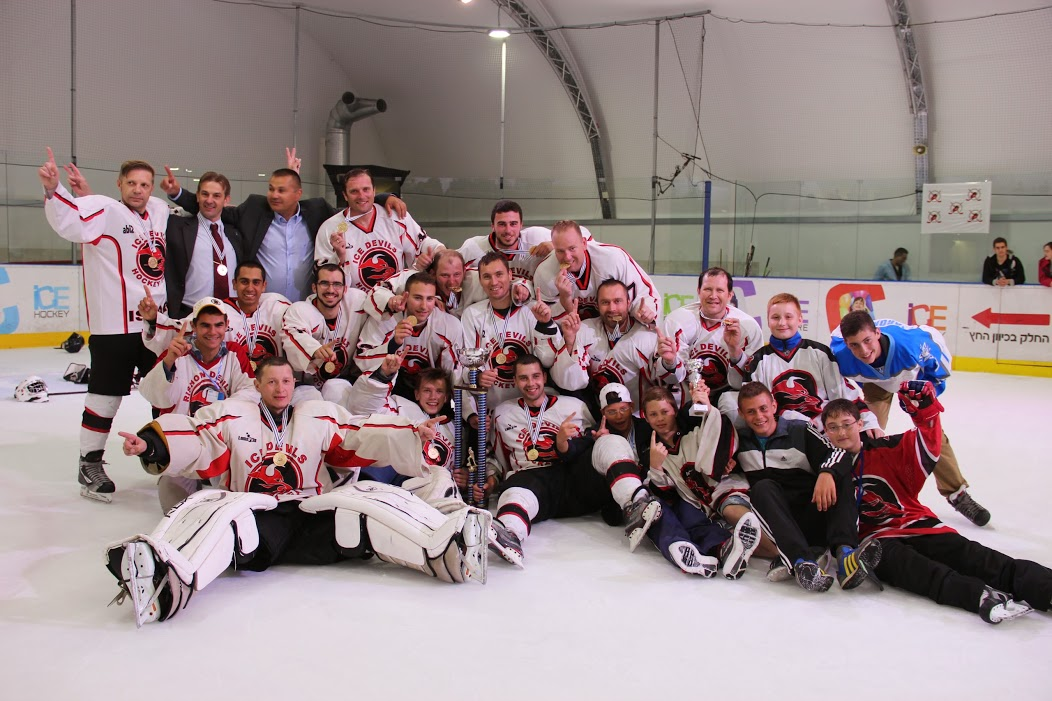
Meisterkader 2014